# Ostracion solorensis
Ostracion solorensis is een straalvinnige vis uit de familie Ostraciidae en behoort derhalve tot de orde van kogelvisachtigen (Tetraodontiformes). De vis komt voor in het westen van de Grote Oceaan. De soort kan een lengte bereiken van zo'n 12 cm.